# 柴田昌治
柴田 昌治（しばた まさはる、1937年2月21日 - ）は、日本ガイシ元代表取締役会長。グレーター・ナゴヤ・イニシアティブ協議会会長。元日本経済団体連合会副会長。一般財団法人日本ガイシ留学生基金評議会議長。

## 人物
愛知県名古屋市出身。1959年名古屋大学法学部卒業。囲碁は、アマチュア最高位の八段位を日本棋院から授与されている（名古屋大学囲碁部のレギュラー部員であり、大学卒業時にアマチュア三段の免状を授与された）。
通算12年の二度の米国勤務等を経て、1994年に小原敏人の後任として、日本ガイシ社長に就任。初の地元名古屋大学出身の日本ガイシの社長。2002年、トヨタ自動車会長の奥田碩から、社長を退任し日本経団連副会長に就任しないかと打診される。同年、同じく名古屋大学出身の松下雋を後任の社長に指名し、日本ガイシ会長及び日本経団連副会長に就任した。

## 経歴
- 1959年 名古屋大学法学部卒業
- 1959年 日本碍子（現日本ガイシ）入社
- 1983年 取締役
- 1987年 常務取締役
- 1991年 専務取締役
- 1994年 代表取締役社長
- 2001年 野村ホールディングス取締役
- 2002年 代表取締役会長
- 2003年 野村證券取締役
- 2007年 テレビ愛知取締役、中部日本放送監査役[4]
- 2009年 日本経済新聞社監査役
- 2011年2月 取締役相談役[5]
- 2011年6月 取締役を退任[6]
- 2012年 桑名カントリー倶楽部六石コース取締役
- 2013年 桑名カントリー倶楽部取締役
- 2017年 特別顧問[4]

## 公職・受賞等
- 1998年 ベルギー王国レオポルドII世勲章コマンドール章受章[7]
- 2001年 愛知県公安委員長
- 2002年 日本経済団体連合会副会長、名古屋大学全学同窓会副会長[8]
- 2005年 郵政行政審議会委員[9]
- 2006年 日本経済団体連合会評議員会副議長、グレーター・ナゴヤ・イニシアティブ協議会会長、長寿科学振興財団会長[10]
- 2007年 中部産業連盟常任理事
- 2007年 旭日重光章受勲
- 2019年 日本棋院から第48回大倉喜七郎賞を受賞。
- 2020年 名古屋大学全学同窓会会長[8]